# Мария Берта де Роган
Мария Берта Франсуаза Фелисите Жанна де Роган (фр. Marie-Berthe Françoise Félicie Jeanne de Rohan; 21 мая 1868 — 19 января 1945) — принцесса де Роган, супруга претендента на трон Франции и Испании дона Карлоса Младшего. По браку она была титулярной королевой Испании, Франции и Наварры.
Мария Берта была девятым и самым младшим ребёнком принца Рошфора Артура де Рогана и его супруги графини Габриэлы Вальдштейн-Вартенбергской.

## Жизнь
28 апреля 1894 года в Праге Мария Берта вышла замуж за дона Карлоса Младшего, старшего сына графа Монтисона Хуана и Марии Беатриче Австрийской. В браке не было детей.
Мария Берта умерла в Вене в возрасте 76 лет.

## Титулы
- 21 мая 1868 — 28 апреля 1894: Её высочество принцесса Берта де Роган
- 28 апреля 1894 — 18 июля 1909: Её королевское высочество герцогиня Мадрида
- 18 июля 1909 — 19 января 1945: Её королевское высочество вдовствующая герцогиня Мадрида